# Kaszubińce (osiedle)
Kaszubińce (biał. Кашубінцы) – osiedle na Białorusi, położony w obwodzie grodzieńskim w rejonie grodzieńskim w sielsowiecie Skidel, nad rzeką Kotrą. 
W latach 1921–1939 Kaszubińce należały do gminy Skidel w ówczesnym województwie białostockim.